# Rauf Mamedov
Rauf Mamedov o Mamadov [en azerí: Rauf Məmmədov] (Bakú, 26 de abril de 1988), es un jugador de ajedrez azerí, que tiene el título de Gran Maestro desde 2004.
En el ranking de la Federación Internacional de Ajedrez (FIDE) de enero de 2015, tenía un Elo de 2642 puntos, lo que hacía el jugador número 3 (en activo) de Azerbaiyán y el número 118 del ranking mundial. Su máximo Elo fue de 2679 puntos, en la lista de mayo de 2011 (posición 60 en el ranking mundial).

## Resultados destacados en competición
Mamedov se proclamó Campeón de Europa Sub-16, en Ürgüp. Fue campeón de Azerbaiyán en los años 2006, 2008 y 2015. En 2008 empató para los lugares 3.º-7.º con Dmitri Andreikin, Denís Ievséiev, Vasily Yemelin y Eltaj Safarli en el Memorial Chigorin. Al año siguiente empató para los puestos 1.º-3.º con Dmitri Andreikin y Yuri Kuzúbov el torneo 'The SPICE Cup', de categoría XVI disputado en Lubbock (Texas) y organizado por la Universidad de Texas Tech y el Susan Polgar Institute for Chess Excellence (SPICE).
En 2011 ganó el Corsica Masters de ajedrez rápido y empató en el 5.º lugar (fue finalmente 9.º tras el desempate) en el 12.º Campeonato de Europa individual de 2011, lo que lo clasificó para la Copa del mundo que se celebró en Janty-Mansisk, y donde tuvo una mala actuación; fue eliminado en primera ronda por Abhijeet Gupta (½-1½). En diciembre de 2015, en Minsk, fue campeón de Europa de ajedrez rápido tras derrotar por 2 a 0 en la final a Vladimir Belous.
En 2009 formó parte del equipo azerí que ganó la medalla de oro en el Campeonato de Europa por equipos en Novi Sad. En la edición anterior celebrada en Creta en 2007, formó parte también del equipo azerí que ganó, en aquella ocasión, la medalla de bronce.